# Óláfsdrápa Tryggvasonar
L'Óláfsdrápa Tryggvasonar (italiano: Drápa di Óláfr Tryggvason) è un poema scaldico islandese del 1200 circa.

## Trama
Racconta la vita di re Óláfr Tryggvason vissuto nel X secolo, dalla nascita in Russia alla morte a Svöldr.

## Storia
Il poema è sopravvissuto all'interno del Bergsbók e il testo è incompleto. Dopo 16 versi dróttkvætt c'è un buco di circa 40 versi seguito dai 12 versi finali. Secondo il manoscritto, l'autore sarebbe Hallfreðr vandræðaskáld, poeta di corte di Óláfr, ma questa ipotesi è rifiutata dagli studiosi moderni. Il poema ha molti punti in comune con il Rekstefja, un poema dello stesso periodo e sullo stesso argomento contenuto nello stesso manoscritto.
Nonostante non sia originale né importante dal punto di vista storico, la Óláfsdrápa è stata lodata per la sua "semplicità accattivante". L'autore, rimasto sconosciuto, fu influenzato dai primi poeti del XII secolo, quali Einarr Skúlason e Þorkell Hamarskáld.